# Szabó Miklós (atléta, 1908)
Szabó Miklós (1908. december 6. – 2000. december 3.) Európa-bajnok magyar atléta, hosszútávfutó.

## Pályafutása
Szabó Miklós ezüstérmet nyert az első, 1934-es atlétikai Európa-bajnokság első napján Torinóban, 1934-ben 1500 méteres távon, Luigi Beccali mögött célba érve. Később ugyanezen a kontinensbajnokságon legyőzte a hazaiak kedvencét, Mario Lanzit 800 méteren és Európa-bajnoki címet nyert. A bírók azt követően adták neki az aranyérmet, hogy Lanzival mindketten egyszerre lépték át a célvonalat 1:52,0-es időt futva. Szabó nem tudta megismételni sikerét az 1936-os olimpián; a 800 méteres elődöntőben a negyedik helyen végzett, az 1500 méteres döntőben a hetedik helyen ért célba. Két hónappal az olimpia után, 1936. október 4-én Szabó megdöntötte Jules Ladoumègue 2000 méteres világrekordját 5:20,4-es idővel. A következő évben, 1937. szeptember 30-án 8:56,0-as időt futott, ezzel megdöntötte Gunnar Höckert 3000 méteres világrekordját.
1947 és 1980 között Szabó edzőként dolgozott Svédországban.

## Országos rekordjai
- 800 méter: 1:52,0 perc, 1934. szeptember 9., Torino
- 1500 méter: 3:48,6 perc, 1937. október 3., Budapest
- 3000 méter: 8:17,8 perc, 1937. július 31., Stockholm
- 5000 méter: 14:33,8 perc, 1937
- 10 000 méter: 30:47,2 perc 1940
- 3000 méter akadály: 9:39,6 perc, 1941

## További információ
- Peter Matthews (Hrsg.): Athletics 2001. Worcester 2001, ISBN 1899807-11-X
- Ekkehard zur Megede: A modern olimpia évszázada 1896-1996 Atlétika. Berlin 1999 (kiadta a Deutsche Gesellschaft für Leichtathletik-Dokumentation e.V.)